# Люфи Ян Кичо
Яны Кичо Люфи (15 мая 1931 — 15 июля 2023) — советский военачальник. Участник партизанского движения в Албании в период Второй мировой войны. Командир 197-й мотострелковой дивизии (1973—1977), начальник штаба 12-го армейского корпуса СКВО (1977—1991). Генерал-майор (1983).

## Биография

### Ранние годы
Яны Люфи родился в селе Софратик на юге Албании. В семь лет пережил смерть отца, в восемь пошёл в школу, но учиться пришлось всего год — началась оккупация Албании итальянцами и школу закрыли. В марте 1944 года умерла мать. С апреля 1944 года Люфи стал партизаном.
Первое боевое крещение нового добровольца-партизана Люфи состоялось 9 июня 1944 года. Батальон устроил засаду на дороге, ведущей в город Дельвина. Здесь ожидалось прохождение немецкой колонны грузовиков с солдатами, направлявшимися на подкрепление гарнизона этого города. Внезапно напасть не удалось, после короткого боя партизаны отошли в горы.
Успешное наступление Красной Армии по всем фронтам помогало и сформированной из партизанских отрядов Народно-освободительной армии в изгнании врага из Албании.
В мае 1945 года 15-летнего юношу Яны Люфи, воевавшего в рядах НОА, направили учиться в военную школу имени Скандербега (кадетское училище). За один год Яны сдал экзамены за три класса.

### Служба в армии
- Весной 1950 года от военной школы имени Скандербега направили 150 кадетов, среди которых был и Люфи в первое объединённое военное училище, только что открывшееся в Тиране.
- Осенью 1951-го выпускник-краснодипломник младший лейтенант Яны Кичо Люфи становится командиром взвода курсантов в этом же училище.
- В 1957 году стал командиром курсантского батальона. Будучи начальником почетного караула, он встречал и видел многих выдающихся государственных деятелей, в том числе и Маршала Советского Союза Г. К. Жукова.
- Продолжая военную службу, не забывал об учёбе. В июне 1959 года он получил диплом об окончании гимназии, а в сентябре был зачислен слушателем Военной академии им. М. В. Фрунзе. Так началась учёба в Советском Союзе.
- В этот период отношения между Албанией и СССР ухудшились. Энвер Ходжа развернул гонения на всех албанцев, учившихся или окончивших ранее учёбу в СССР. Многие были заключены в тюрьмы, некоторые расстреляны. Только случай спас Люфи от репрессий: во время каникул он лечился в трускавецком санатории, поэтому не был дома, в Албании. Не вернувшись в Албанию он продолжил учёбу в академии и в 1962 году получил удостоверение личности офицера Советской Армии.
- После академии назначен на должность командира батальона в 201-м мотострелковом полку 19-й мсд, в Орджоникидзе (Владикавказ). Здесь поступил учиться заочно в педагогический институт на отделение литературы, который окончил в 1966 году.
- В 1965 году Люфи связал свою судьбу с выпускницей медицинского института Юлией Филаксеновой, подарившей ему двух сыновей.
- С ноября 1966 года заместитель командира 429-го мотострелкового полка 19-й мсд.[4]
- С 8.5.1969 года подполковник Приказ ГК СВ МО СССР.
- С 14.11.1969 командир 32-го мотострелкового Дунайского полка 19-й мсд[5]. Вывел полк в отличный.
- Награждён орденом Красной Звезды[6]
- С 24.12.1973 года командир 197-й мотострелковой дивизии СКВО, город Урюпинск.
- С 1977 по 1991 год начальник штаба 12-го армейского корпуса СКВО, в Краснодаре.
- В 1983 году Я. К. Люфи было присвоено звание генерал-майор. Постановление СМ СССР № 1046 от 3.11.1983
- С 1991-года в запасе.
- 4 августа 1991 года, прослужив в армиях Албании и Советского Союза почти полвека, встал на воинский учёт в Краснодарском краевом военкомате.

### После службы
- C 1989 года Генерал-майор Люфи Я. К. в отставке. Живёт и работает в Краснодаре.
- Возглавляел общественную организацию «Генеральское братство» в Краснодаре.
- 2002—2008 Работал помощником мэра города Краснодара
- С 2012 года — Инспектор группы инспекторов Объединённого стратегического командования Южного военного округа.
- Проводил активную деятельность в военно-патриотическом воспитании молодёжи и защите интересов ветеранов.
- Автор книги. Люфи Я. К. От албанского партизана до советского генерала/ Я. К. Люфи. — Краснодар: Совет. Кубань, 2008. — 240 с.: ил.

Умер 21 июля 2023 года. Похоронен в Краснодаре.

### Семья
- Отец — Кичо Люфи
- Мать — Теодора Копали (родилась в 1906 году в деревне Кипарой Албания на побережье Адриатического моря).
- Жена — Юлия Сергеевна Люфи, урождённая Филаксенова. В браке с 1965 года.
- Сын — Андрей
- Сын — Константин (род. 28 декабря 1973 года)

## Награды
- Орден Красной Звезды(16.02.1972)[8]
- Орден Красной Звезды
- Орден «За службу Родине в Вооружённых Силах СССР» 3 степени
- Орден Скандербега 3-й степени (алб. Urdhëri i Skënderbeut)
- Медаль «В ознаменование 100-летия со дня рождения Владимира Ильича Ленина»
- Юбилейная медаль «Двадцать лет Победы в Великой Отечественной войне 1941—1945 гг.» (7 мая 1965[9])
- Юбилейная медаль «Тридцать лет Победы в Великой Отечественной войне 1941—1945 гг.»[10]
- Медаль «Сорок лет Победы в Великой Отечественной войне 1941-1945 гг.»[11]
- Юбилейная медаль «50 лет Победы в Великой Отечественной войне 1941—1945 гг.»[12]
- Медаль «Ветеран Вооружённых Сил СССР»
- Юбилейная медаль «40 лет Вооружённых Сил СССР»[13]
- Юбилейная медаль «50 лет Вооружённых Сил СССР» (26 декабря 1967[14])
- Юбилейная медаль «60 лет Вооружённых Сил СССР» (28 января 1978[15])
- Юбилейная медаль «70 лет Вооружённых Сил СССР» (28 января 1988[16])
- Медаль «За безупречную службу» I степени
- Медаль «За безупречную службу» II степени
- Медаль «За безупречную службу» III степени